# Antiblemma rubrilinea
Antiblemma rubrilinea är en fjärilsart som beskrevs av William Schaus 1911. Antiblemma rubrilinea ingår i släktet Antiblemma och familjen nattflyn. Inga underarter finns listade i Catalogue of Life.